# Lagenicella hippocrepis
Lagenicella hippocrepis är en mossdjursart som först beskrevs av Busk 1856.  Lagenicella hippocrepis ingår i släktet Lagenicella och familjen Teuchoporidae. Inga underarter finns listade i Catalogue of Life.